# Zenarchopterus rasori
Zenarchopterus rasori is een straalvinnige vissensoort uit de familie van de halfsnavelbekken (Hemiramphidae). De wetenschappelijke naam van de soort is voor het eerst geldig gepubliceerd in 1912 door Popta.